# Историко-краеведческий музей (Казанская)
Историко-краеведческий музей  — музей в станице Казанская Верхнедонского района Ростовской области. Открыт в 2007 году, находится на берегу реки Дон. Рядом со зданием музея расположена старинная казачья крепость (застава) с дозорной вышкой, частоколом и чугунной пушкой.
Адрес музея: 347210, Ростовская область, Верхнедонской район, ст. Казанская, ул. Пионерская, 1.

## История и описание
Историко-краеведческий музей Верхнедонского района был создан в 2007 году. Целью создания музея была необходимость сохранения традиций и обычаев Верхнедонского района Ростовской области. За время своей работы музей стал центром патриотического воспитания молодежи.
В фондах музея собрано около 1600 предметов, из них 1087 входит в основной фонд. Среди экспонатов экспозиции музея «Казачья горница»: оружие, одежда, старинная мебель, детская кроватка, швейная машинка, прялка, посуда, старые фотографии станиц, хуторов и их жителей.
В экспозиции «Подворье» представлен фрагмент казачьей заставы — вышки, бастиона с пушкой и тревожным колоколом, очагом, коновязью и колодцем. На выставке предметов из камня представлены жернова, ступы, молотильные камни, корыта. Среди хозяйственных предметом в музее представлено большое количество орудий труда, бытовых предметов и инструментов — ими на протяжении долгих лет пользовались донские казаки. В зале археологии можно увидеть памятники различных эпох, от каменного века и до средних веков. Среди них орудия труда первобытного человека, украшения, керамика, оружие кочевников, обнаруженные на территории Верхнедонского района.
В зале «Великая Отечественная война» представлены фотографии участников Великой Отечественной войны, фронтовые письма, личные вещи, военные трофеи.
В 2013 году в музее открылась экспозиция «Связь времен и поколений». Экспозиция посвящена жизни района в 50-70-х годах XX века в годы советской власти. Здесь представлены вещи советской эпохи, фотографии, плакаты, открытки этих лет, мебель, одежда, детские игрушки, книги, художественный фарфор и др.
Работники музея вносят посильный вклад в возрождение казачьих традиций, проводят для школьников уроки мужества, часы краеведения, дни памяти, тематические вечера, читают лекции, проводят выставки и экскурсии. В музее создан клуб «Краеведы Верхнедонья».
Рядом со зданием музея расположена старинная казачья крепость (застава) с дозорной вышкой, частоколом и чугунной пушкой, каменными идолами и скульптурами скифских времен.